# Stanley Jaki
Stanley L. Jaki (17. srpna 1924 Győr, Maďarsko – 7. dubna 2009 Madrid, Španělsko) byl katolický kněz, beneditiktinský mnich, historik vědy a profesor fyziky na Seton Hall University. Je považován za jednu z vůdčích osobností v oblasti filosofie a historie vědy a spolupráce a diskuse mezi vědou a náboženstvím.
Jako jeden z prvních podpořil názor o platnosti Gödelova teorému pro teorii všeho.
V roce 1987 obdržel Templetonovu cenu. Byl čestným členem Papežské akademie věd.